# Teragra macroptera
Teragra macroptera is een vlinder uit de familie van de Metarbelidae. De wetenschappelijke naam van de soort is voor het eerst gepubliceerd in 2011 door Wolfram Mey.
De soort komt voor in Namibië, Zimbabwe en Zuid-Afrika.